# 墨利阿得斯
墨利阿得斯（希臘語：Μελιάδες）；又称为墨利亚女仙（希臘語：Μελια）是希腊神话中的桉树宁芙。是大地之母盖亚因乌拉诺斯阉割的伤口中滴出的血而受孕生出的仙女们。
她们曾与克里特王—墨利索斯的两个女儿一同养育了幼年的宙斯。她们的人数并不确定，而且没有特定的名字。
为了纪念她们的出生，人们用她们曾经居住过的桉树林中取来桉木制成了长矛。传说青铜时代的第三代人类种族就是从桉树中出生的生命，那时人类好战、残暴。